# Saint-Hilaire-Taurieux
 Saint-Hilaire-Taurieux  là một xã thuộc tỉnh Corrèze trong vùng Nouvelle-Aquitaine miền trung Pháp.